# Conspiración Crabchurch
La Conspiración Crabchurch (en inglés: Crabchurch Conspiracy) fue un complot que tuvo lugar durante Guerra Civil Inglesa en la localidad de Weymouth, Dorset, en febrero de 1645. Alrededor de 250 hombres fueron asesinados en la batalla, cuyo objetivo era el de poner a la ciudad nuevamente bajo el control del ejército del rey Carlos I.